# Sydney Rowe
Sydney Dacosta Rowe (Saint Michael, 2 novembre 1972) è un ex cestista barbadiano.

## Carriera
Con Barbados ha disputato i Campionati americani del 1995.